# Indywidualne mistrzostwa Polski 500R na żużlu
Indywidualne mistrzostwa Polski 500R na żużlu – rozgrywki miniżużlowe dla zawodników do 15. roku życia w kategorii pojemnościowej 500R (do 2024 – 250 cm³). Rozgrywane są od 2022 roku. Zastąpiły rozgrywany w latach 2019–2021 indywidualny Puchar Polski.

## Medaliści
| 3 rundy             |
| ------------------- |
| Rawicz Lublin Toruń |

| 3 rundy                         |
| ------------------------------- |
| Częstochowa Ostrów Wlkp. Gdańsk |

| 3 rundy                 |
| ----------------------- |
| Bydgoszcz Rybnik Gdańsk |

| 3 rundy                    |
| -------------------------- |
| Łódź Gdańsk Świętochłowice |

| 3 rundy                         |
| ------------------------------- |
| Krosno Świętochłowice Bydgoszcz |

| 3 rundy |
| ------- |
| TBA     |